# Douch (hameau)
Pour les articles homonymes, voir Douch.

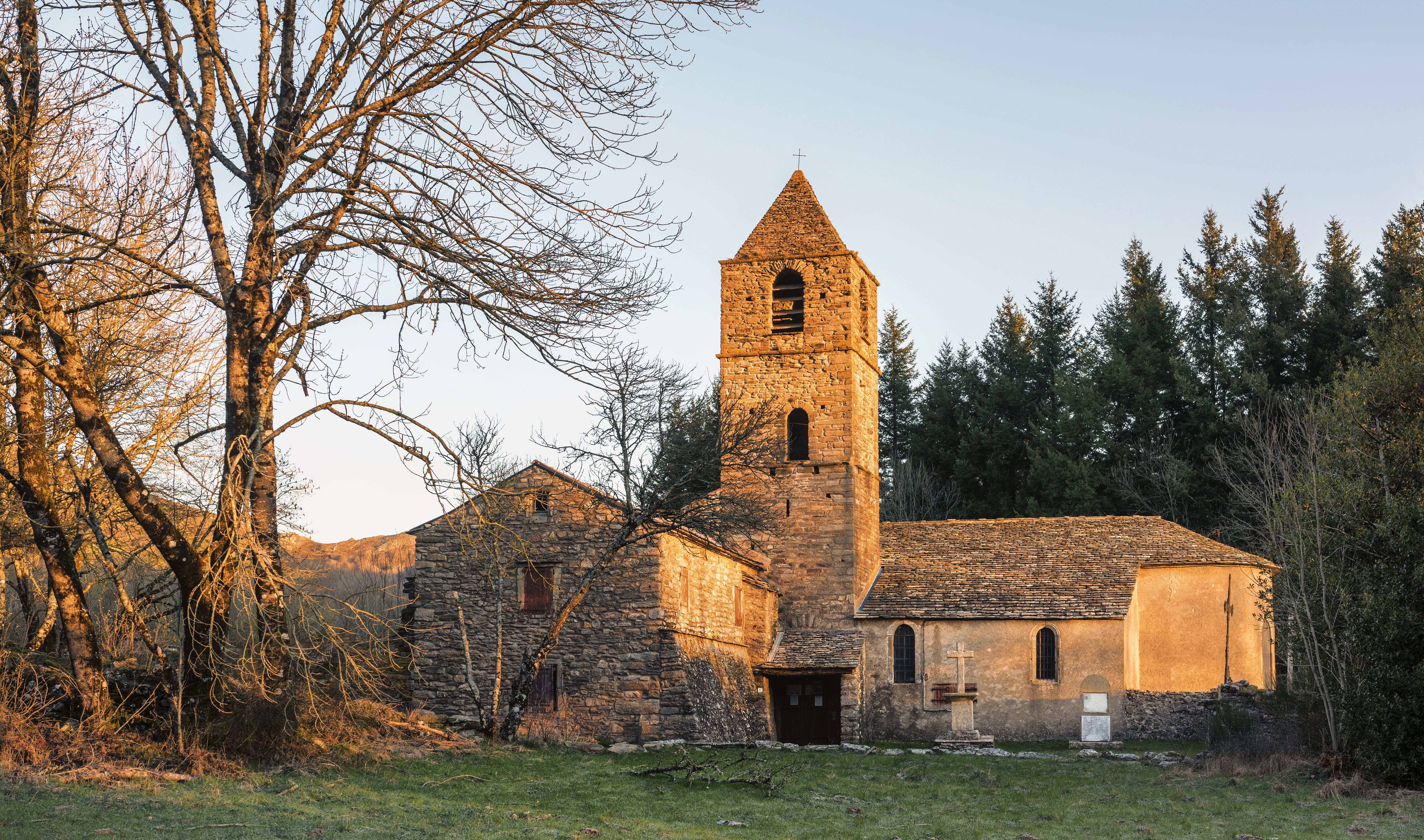
Église de Notre-Dame de Douch

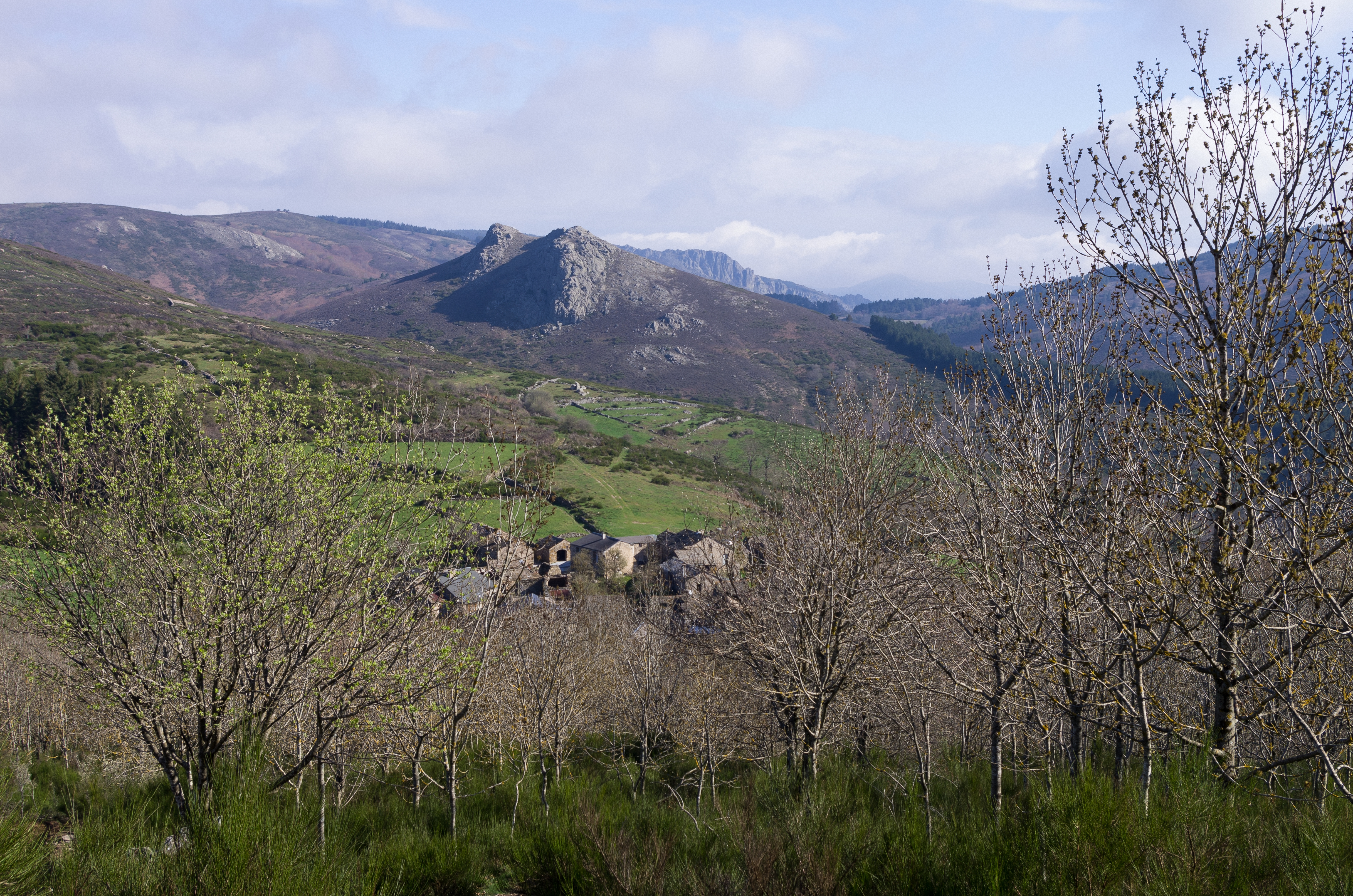
Le hameau de Douch

Douch est un hameau de la commune de Rosis, Hérault dans lequel s'est déroulé le 10 septembre 1943 un des premiers combats de la résistance française.

## Toponymie
Attestée sous les formes : alodes quae vocant Ductos cum ecclesiam S. Maria (966), ecclesia de Ductos quae vocant S. Maria, cum ipsa parrochia (978), parrochia ecclesie S. Marie de Dotz (1209), rector de Dotz (1323), Douts (1643)...
Le nom vient de l'occitan dotz, adotz = source.

## Histoire

### Le combat de Douch (1943)

#### Récit du combat
Sur le plateau de Douch, dans le presbytère de l'église, était installé, depuis le 25 août 1943, un groupe d'environ 50 maquisards entraînés par un maréchal des logis qui avait servi dans une unité de cavalerie : Christian de Roquemaurel. Avec son frère, Marcel, ils avaient décidé de consacrer tous leurs soins à la constitution d'un maquis qu'ils appelèrent Maquis Bir-Hakeim, en hommage à la bataille victorieuse que venait de remporter les forces françaises libres en Afrique du Nord.
Le groupe est composé à l'origine de seize étudiants toulousains renforcés par des combattants républicains espagnols réfugiés. Initialement implanté à Villefranche-de-Rouergue, le groupe est transféré dans un endroit plus reculé, le plateau de Douch, dans le Sud du Massif Central, dans le massif de l'Espinouse (Hérault), qui semblait un meilleur abri pour effectuer un entraînement militaire intensif sous les ordres de professionnels.
Malheureusement, dénoncés ou prévenus d'une activité intense, les troupes allemandes sont rapidement informés d'une présence inhabituelle au presbytère du hameau, pourtant isolé. À 6h35 du matin, ce 10 septembre 1943, une colonne de 200 soldats de la Wehrmacht, commandée par un capitaine, venue par la route de Lamalou-les-Bains, cerne le camp sans éveiller l'attention des guetteurs : un épais brouillard recouvrait le plateau ce matin-là. Un combat intense s'engage ; les troupes allemands sont soutenus par un armement de mortiers et de canons légers. Au bout d'une heure, Roquemaurel constate que l'encerclement du camp est incomplet et que la face Nord du camp est libre. La décision de se replier est prise après avoir constitué un groupe de sept tireurs volontaires pour les couvrir avec notamment, le chef Hubert Arnaud (Henri Arlet de son vrai nom) et Jacques Sauvegrain… Deux hommes sont tués : Jean-Marie Allex, étudiant, brigadier d'artillerie et Alphonse Landrieux, employé des postes. Jacques Sauvegrain est blessé. Henri Arlet refuse de l'abandonner et le traîne avec lui sur une distance de deux kilomètres. Ils sont finalement faits prisonniers et vont rejoindre Edmond Guyaux et André Vasseur, déjà prisonniers eux aussi.
Mais le décrochage s'était effectué, le camp était sauvé. Sur les 47 combattants, deux ont été tués et quatre sont faits prisonniers. La petite troupe se replie et atteint le village à demi-ruiné de Saint-Pierre-des-Cats (Mélagues dans l'Aveyron), où elle réussit à se restaurer et à trouver, non sans difficultés, des vêtements nécessaires, car ils avaient été surpris au petit matin.

#### Les suites du combat
Au cours de ce combat, les troupes allemandes subirent de fortes pertes : huit tués dont un officier et douze blessés. Cet engagement, l'un des premiers aussi important dans la France occupée entre deux forces militaires encadrées par des officiers de carrière, est rapporté par le Général de Gaulle dans ses Mémoires de guerre.
Les quatre prisonniers seront emmenés à Toulouse. La rapidité avec laquelle la radio de la BBC révèle cet héroïque combat a peut-être accéléré la répression pour les blessés restés aux mains des troupes allemandes. Les Quatre sont fusillés le 9 novembre 1943 à la prison Saint-Michel de Toulouse et leurs corps jetés dans une fosse commune à Bordelongue : Henri Arlet, étudiant de Toulouse, Edmond Guyaux, originaire de Vireux-Wallerand (Ardennes), évacué avec ses parents à Toulouse et devenu étudiant en classe préparatoire dans cette ville, Jacques Sauvegrain, élève de l'école polytechnique, André Vasseur, originaire de Drucat (Somme), employé à Toulouse.

#### Hommages
Plusieurs monuments commémorent le combat :

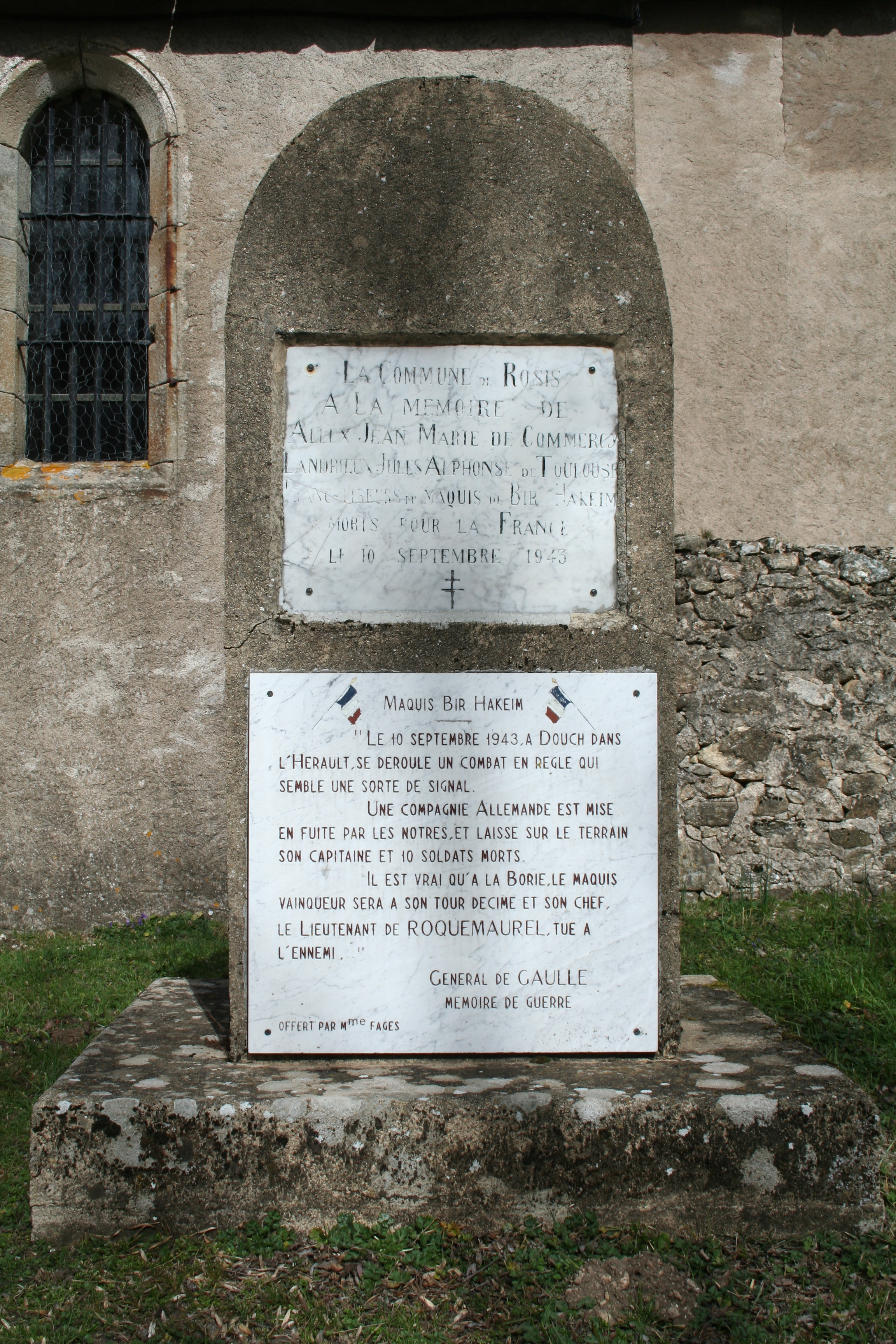
Stèle à Douch.

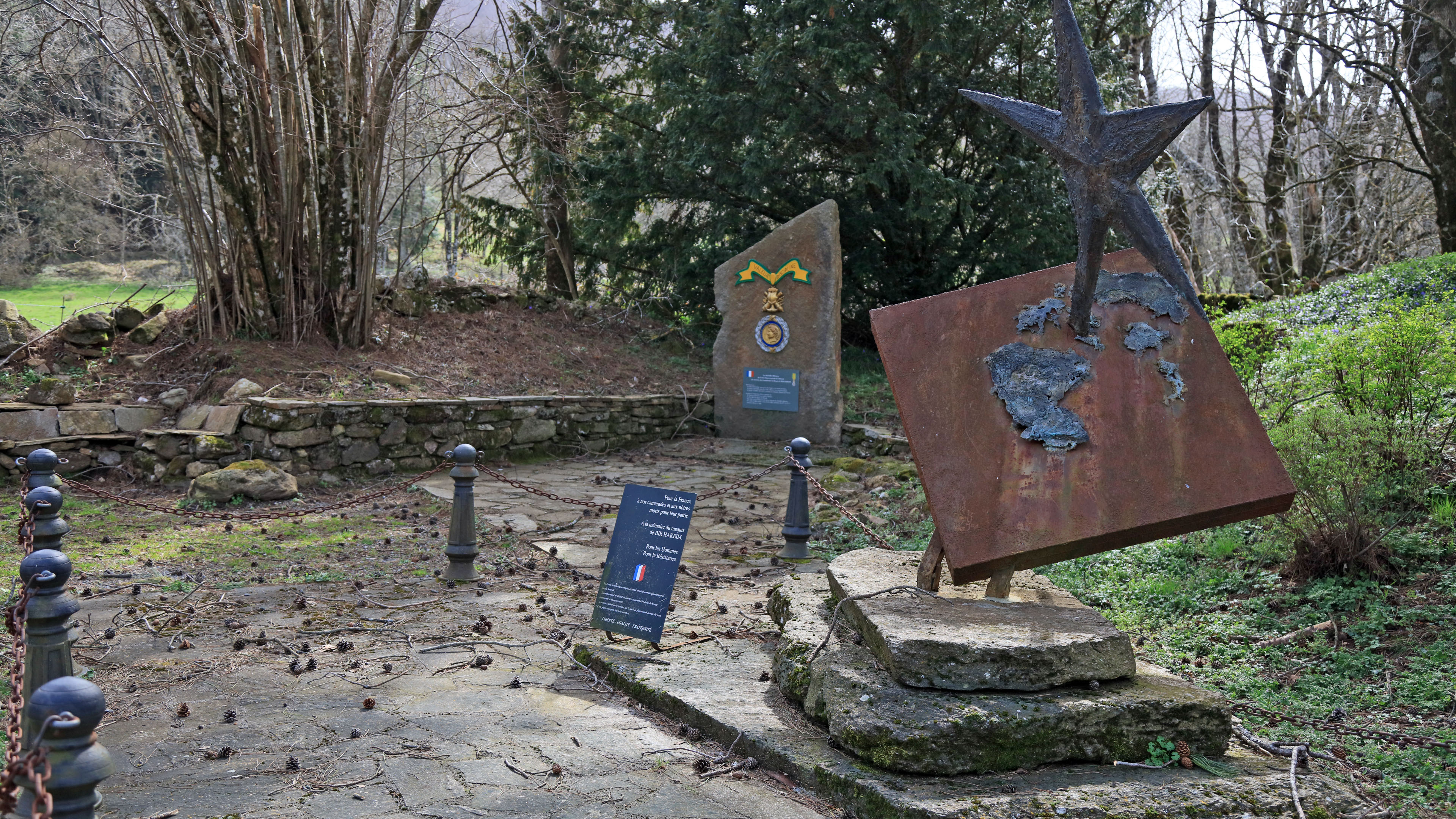

- Stèle du maquis Bir-Hakeim de Douch ;
- Monument de Mourèze aux 105 morts du maquis Bir-Hakeim ;
- Monument du charnier de Bordelongue (Toulouse) ;
- Cour Guyaux-Sauvegrain du lycée Pierre-de-Fermat de Toulouse ;

De même, plusieurs odonymes rendent hommage aux combattants :
- Chemin des Martyrs-de-Bordelongue, place Jacques-Sauvegrain, rue André-Vasseur, rue Edmond-Guyaux ;
- Boulevard Henri-Arlet à Sarlat ;
- Rue Edmond-Guyaux à Vireux-Wallerand.